# Samson (musikgrupp)
Samson var ett brittiskt heavy metal-band bildat i slutet av 1970-talet, av gitarristen Paul Samson.
Medlemmar i bandet var vid grundandet utöver Samson, som då också fungerade som sångare, ursprungligen basisten Chris Aylmer och trummisen Thunderstick (riktigt namn: Barry Graham). Efter debuten tog de in Bruce Dickinson på sång. Thunderstick bar alltid en speciell mask som fick honom att se ut som en galning. Han blev också mer uppmärksammad än själva gruppen, då en våldtäktsman i Storbritannien burit en liknande mask. Gruppen blev förutom detta mest uppmärksammad genom sina spelningar ihop med Iron Maiden. En av deras mest kända låtar är "Riding With the Angels" från albumet Shock Tactics.
Sent 1981 gick Bruce Dickinson över till Iron Maiden för att ersätta Paul Di'Anno som sångare. Thunderstick lämnade också gruppen kort efteråt. Gruppen fortsatte i varierande uppsättningar, med Paul Samson som sammanhållande länk, fram till 2002, då Samson avled i cancer.

## Bandmedlemmar
Senaste medlemmar
- Paul Samson (f. 4 juni 1953 – d. 9 augusti 2002) – gitarr, sång (1976–2002; död 2002)
- Chris Aylmer (f. 7 februari 1948 – d. 9 januari 2007) – basgitarr, gitarr (1977–1979, 1979–1985, 1993–2002; död 2007)
- Thunderstick (Barry Graham Purkis) (f. 7 december 1954) – trummor (1979–1980, 1990–1993, 2000–2002)
- Nicky Moore (f. 21 juni 1947 - d. 3 augusti 2022) – sång (1981–1984, 1986, 2000–2002)

Tidigare medlemmar
- Clive Burr (f. 8 mars 1950 – d. 12 mars 2013) – trummor (1977–1978; död 2013)
- Mark Newman – sång (1978)
- John McCoy – basgitarr, gitarr (1976, 1979, 1986, 2002)
- Bill Pickard – basgitarr (1977)
- Paul Gunn – trummor (1977)
- Stewart Cochrane – basgitarr (1977)
- Bruce Dickinson (f. 7 augusti 1958) – sång (1980–1981)
- Mel Gaynor (f. 29 maj 1960) – trummor (1981)
- Pete Jupp – trummor (1982–1985)
- Dave Colwell – gitarr (1985–1986)
- Mervyn Goldsworthy – basgitarr (1985–1986)
- Edgar Patrik – trummor (1985)
- Mark Brabbs – trummor (1986)
- Sam Blue (aka Sam Blewitt) – sång (1986)
- Kevin Riddles – basgitarr (1986)
- Chris Shirley – trummor (1986–1987)
- Dave Boyce – basgitarr (1987–1990)
- Clive Bunker – trummor (1988)
- Charlie McKenzie – trummor (1988–1990)
- Toby Sadler – keyboard (1988–1990)
- Mick White – sång (1988–1990)
- Peter Scallan – sång (1990)
- Rek Anthony – sång (1990–1993)
- Tony Tuohy – trummor (1993–2000)
- Ian Ellis – basgitarr (2002)
- Brian Fleming – trummor (2002)

## Diskografi
Studioalbum
- 1979 – Survivors
- 1980 – Head On
- 1981 – Shock Tactics
- 1982 – Before the Storm
- 1984 – Don't Get Mad Get Even
- 1986 – Joint Forces
- 1990 – Refugee
- 1993 – Samson

Livealbum
- 1985 – Thank You & Goodnight
- 1991 – Live at Reading '81
- 1994 – Live at the Marquee
- 2001 – Live in London 2000

EP
- 1982 – Losing My Grip
- 1983 – Red Skies
- 1984 – Mr Rock & Roll
- 1988 – And There It Is

Singlar
- 1978 – "Telephone" / "Leavin' You"
- 1979 – "Mr. Rock and Roll" / "Drivin' Music"
- 1980 – "Hard Times [Remix]" / "Angel With a Machine Gun"
- 1980 – "Vice Versa" / "Hammerhead"
- 1981 – "Riding With the Angels"
- 1982 – "Losing My Grip" / "Pyramid to the Stars"
- 1982 – "Life on the Run" / "Drivin' With ZZ"
- 1983 – "Red Skies" / "Living, Loving, Lying"
- 1984 – "Are You Ready"
- 1984 – "The Fight Goes On" / "Riding With the Angels"
- 1986 – "No Turning Back" (som Paul Samson)
- 1986 – "Vice Versa [Remix]" / "Losing My Grip [Remix]"

Samlingsalbum
- 1984 – Last Rites
- 1986 – Head Tactics
- 1991 – Pillars of Rock
- 1995 – Burning Emotion: The Best of Samson 1985-1990
- 1997 – The BBC Sessions
- 1998 – The Masters
- 1999 – Past Present and Future
- 2001 – There and Back
- 2002 – Riding With the Angels: The Anthology
- 2006 – Tomorrow and Yesterday
- 2017 – The Polydor Years (3CD box)
- 2017 – Joint Forces: 1986-1993 (2CD)
- 2017 – Mr Rock and Roll: Live 1981-2000 (4CD box)
- 2018 – Look to the Future, Refugee & P.S... (3CD box)
- 2019 – Bright Lights - The Albums 1979-1981 (5CD box)